# IC 338
IC 338 ist eine Spiralgalaxie vom Hubble-Typ Sc im Sternbild Stier auf der Ekliptik. Sie ist schätzungsweise 257 Millionen Lichtjahre von der Milchstraße entfernt und hat einen Durchmesser von etwa 60.000 Lichtjahren.

Im selben Himmelsareal befindet sich u. a. die Galaxie IC 1967.
Das Objekt wurde am 13. Oktober 1891 vom französischen Astronomen Stéphane Javelle entdeckt.